# Битва при Мерве
Битва при Мерве — сражение, произошедшее 2 декабря 1510 года в ходе первой войны 1507—1510 годов между Сефевидами и узбекскими ханами Шейбанидами за контроль над Хорасаном.

## Осада Димдима
В 1507 году Шейбани-хан, завоевал Мавераннахр, создав централизованное государство. Основной проблемой в их взаимоотношениях было уничтожение и преследование Исмаилом суннитов и попытка навязать шиизм жителям Мавераннахра. Следующими целями были распространение своей власти на Хорасан, Хорезм и Балх. Все это было подкреплено религиозными разногласиями и сефевидскими планами, которые подтолкнули обеих правителей к началу войны.

## Битва
В 1510 г. Шейбани-хан находился в Гератe. В это время Исмаил I вторгся в Западный Хорасан, захватил Мешхед и Тус, и стал стремительно продвигаться к Герату. Под рукой у Шейбани-хана не оказалось достаточно сильного войска, основная часть войск стояла в Мавераннахре, поэтому он, посоветовавшись со своими эмирами, поспешил укрыться за стенами Мерва. Сефевидские войска захватили Астрабад, Мешхед, а также Серахс. Все узбекские эмиры, находившиеся в Хорасане, в том числе и Джан Вафа, бежали от сефевидов-кизылбашей и прибыли в Мерв. Шейбани-хан отправил вестника к Убайдулла-хану и Мухаммеду Тимуру-султану за помощью. Тем временем шах Исмаил окружил Мерв и некоторое время его осаждал, но овладеть городом он не смог, для того чтобы выманить хана из города, прибег к притворному отступлению. 
Согласно источникам, большим влиянием в узбекском обществе пользовалась одна из жен Мухаммед Шейбани-хана, Айша-Султан-хонум, более известная под именем Могул-хонум. В источниках сообщается, что на кенгеше — собрании хана — обсуждался вопрос, выступать или нет из Мерва для сражения отступившими кызылбашскими войсками шаха Исмаила. Узбекские эмиры предлагали подождать два-три дня, пока прибудут вспомогательные силы из Мавераннахра. Но принимавшая частие в военном совете, любимая жена Мухаммед Шейбани-хана — Могул-хонум, заявила хану: "И ты, будучи узбеком, боишься кизылбашей! Если вы боитесь, я сама возьму воинов и пойду за ними. Сейчас подходящий момент, такого момента больше не будет.” После этих слов Могул-хонум все будто бы устыдились, и узбекские войска пошли на бой, кончившийся поражением и смертью Шейбани-хана.
Мухаммед Шейбани-хан, не дожидаясь шедшего к ним 30 тысячного подкрепления, с пятитысячным войском выступил из города и бросился преследовать шаха, попав в засаду. Шах Исмаил I выстроил войско в форме полумесяца, окружив итоге со всех сторон противника. В сражении при Мерве в декабре 1510 года (по другим данным 29 ноября 1510 года), войско Шейбани хана было окружено 17-тысячной армией Исмаила и после ожесточенного сопротивления было разбито. Согласно историческим исследованиям в бою пали многие представители узбекской аристократии и сам Шейбани-хан.

### Итоги
После смерти Шейбани власть в Хорасане перешла в руки Сефевидов, а полгода спустя в Мавераннахре Бабур пришел к власти. Только благодаря дарованиям племянника Шейбани-хана Убайдуллы-хана владычество дома Шейбанидов в Маверанахре было восстановлено в 1512 г. и население сохранило свою веру и суннитскую традицию.